# まる (猫)
まる（英：Maru 2007年5月24日 - ）は、日本のタレント猫。YouTubeで世界的に有名となり、現在ではCM出演や雑誌の紙面を飾っている。

## 概要
日本で生まれたスコティッシュフォールド種（立ち耳）のオスで、体重は公表で5.5kgとされネコの中でも比較的大柄な体型である。好奇心旺盛で一般的なネコでは考えられない行動をしばしばとる事でインターネット掲示板や前述のYouTubeで口コミ的に知られてゆく。
2008年7月に飼い主がユーザー登録し、その年の「特訓するねこ。」がYouTube Video Award Japan 2008の動物部門にノミネートされ、最終選考の末、同賞を受賞した。
2009年9月には、まるのYouTubeチャンネル登録者数が9位にまで上昇。又、NHK総合の番組「特ダネ!投稿DO画」でまるの動画が紹介され、それらの動画1つにつき1ヶ月間に80万～360万アクセスを記録していると報じられ『世界一有名なネコ』と紹介した。その中でも人気を博していた「大きな箱とねこ。」が "YouTube Video Award Japan 2009" にノミネートされた。
2010年1月18日、YouTube Video Award Japan 2009の動物部門で受賞し2年連続でまるが受賞するという快挙を成し遂げた。その知名度は世界的なものとなり、アメリカ合衆国のニューヨーク・タイムズでは「かわいい動物映像特集」の記事にまるを紹介している。これらの人気から日本のみならず海外のCMにも起用される結果となった。まるのYouTubeチャンネルの総再生数は2011年6月に1億回を達成、2012年11月には2億回を達成しており、2013年5月現在、約2億1000万回である。
2011年1月13日、「いろいろな小さ過ぎる箱とねこ。」がYouTube VIDEO AWARDS JAPAN 2010を動物部門で受賞し、同部門でまるは3年連続の受賞となった。
2016年9月22日時点で、YouTubeチャンネル「Mugumogu」が再生回数約3億2千500万回で、YouTubeで最も視聴された動物としてギネス世界記録に認定された。
2023年7月20日、チャンネル名が「I am maru.」に変更された。 「mugumogu」の名前は飼い主のハンドルネームであり、チャンネル名はI am maru.の名前にするつもりが登録ミスに15年間気付いていなかったとの事。

## 芸風
上記の通り、まるが世界的な知名度を持つまでに至った背景には、まるの芸風にある。通常のネコではその習性上、忌避するような行動を自ら行うような芸が人気を博した結果となっている。その代表的な芸を記載する。
滑り込むネコ
まるの代表芸。飼い主の女性がダンボール箱を引きながらそれに興味を示したまるが勢いよく飛び込む芸。ダンボール箱の中に上半身のみをつっこみ、その慣性のままフローリングの床を滑ってゆく。当初は飼い主がダンボールを引かないと行わなかったが、次第に自主的に行うようになり、さらにはダンボール箱も非常に小型なものや非常に小さな空き箱でも行うように芸の技術が高等化していった。この映像はUQコミュニケーションズのCMで2009年11月から使用されている。又、海外ではアメリカ合衆国の猫砂メーカーであるFresh Step（フレッシュステップ）のCMでも「滑り込むネコ。」と合わせて3つのシーンが使用されている。
覆面ネコ
まるの頭がぎりぎり入る大きさの紙袋やビニール緩衝材を自主的に被る芸。通常のネコならば頬や眉に洞毛がある為、顔が覆われる事を極度に嫌うが慣れてきたのか自主的にそれらの袋を頭部で押すように進みこれを被る。そして被ったまま室内を平然と歩き回る。被ったままのその姿がまるの大柄の体型と比例して奇妙にそして滑稽に映るため人気が高い。なおまる以外の猫は一般的に頭に袋を被っても真っすぐ歩くことは出来ない事が多い。
水かぶり
洗面器に水を汲んでいる中、その中の水を舐めようと頭を近づけるが注がれる水を頭から被り続けてしまう。しばらくして自分に水を被っていると気付くと引っ込めるが、再び水を舐めようとして頭から水を被ってしまう。
小さい箱
どんなに小さなダンボール箱でも気に入ってしまうまるに、とてもまるが入りきれないような小さなダンボール箱を飼い主が与える。しかし、どうにかして入ろうと必死に体勢を変えながら入り込む。最終的には自分の臀部の肉が外にはみ出した状態で座るだけにとどまる。さらに小さな箱を与えられたまるは苦心した挙句、頭から被った状態でその箱に入りきった。高さ2cm程度の箱の蓋を与えられてもそれに入ろうとしたり、細長い箱を与えられてもそれになんとか入ろうとする健気な姿が好評となった。2011年1月13日「いろいろな小さ過ぎる箱とねこ。」がYouTube VIDEO AWARDS JAPAN 2010の動物部門で受賞。受賞直後に飼い主が続編を公開した。

## テレビ番組
- 特ダネ!投稿DO画 - （NHK 2009年6月5日）[13]
- ひるおび! - （TBS 2011年1月5日）新芸&癒やし超かわいい動物 2011
- チコちゃんに叱られる! - (NHK総合　2020年10月16日)

## CM
- UQコミュニケーションズ WiMAX - 「入ってる?猫篇」 （2009年11月 - 2010年2月）[8]
- UQコミュニケーションズ WiMAX - 「入ってる!全国区篇」、「入ってる!比べて篇」（2010年2月 - 6月）
- Fresh Step - （2010年10月 -　アメリカの猫砂ブランドのCM）[10]

## 書籍
- まるです。 - （角川グループパブリッシング、2009年9月1日）
- まるです。2 - （角川グループパブリッシング、2010年7月31日）
- I am Maru - （willam morrow、2011年8月23日）
- もっと、まるです。 - （角川グループパブリッシング、2011年8月31日）
- スペシャルブック　まるです。お楽しみＢＯＸ - （産経新聞出版、2013年2月2日）
- まるです。箱を愛しすぎなねこ。 - （産経新聞出版、2013年9月1日）
- 私信　まるです。 - （双葉社、2015年9月16日）
- 英語で楽しむ、I am Maru. まるです。 - （双葉社、2017年3月18日）
- まるの暮らし - （宝島社、2021年12月13日）

## DVD
- 「まるです。-I am Maru-」 - コロムビアミュージックエンタテインメント　2010年2月24日

## 雑誌・コミック
- ラブ・ねこ7 - 芳文社　2010年2月27日（表紙・巻頭特集、特製付録）
- ネコまる 2010年冬号 - 日本出版社　2010年11月19日（特集：ニャンとも楽しい「猫川柳」、特製付録）